# Clusia trochiformis
Clusia trochiformis là một loài thực vật có hoa trong họ Bứa. Loài này được Vesqne mô tả khoa học đầu tiên năm 1892.